# Абляскино
Абля́скино — деревня в Нурлатском районе Республики Татарстан России. Входит в состав Среднекамышлинского сельского поселения.

## География
Деревня расположена в 1,5 километра от реки Большой Черемшан, 16 километрах к северу от города Нурлат.

## История
Основана в конце XVIII века под названием Выселок Абляскино.
В начале XX века в Абляскино функционировали крупообдирка, мелочная лавка. В 1908 году была открыта земская школа.

## Население
| 1859 | 1897                                            | 1908 | 1920 | 1926 | 1938 | 1958 | 1970 | 1979 | 1989 | 2000 |
| ---- | ----------------------------------------------- | ---- | ---- | ---- | ---- | ---- | ---- | ---- | ---- | ---- |
| 1247 | 2021 (сведения даны включая с. Вишнёвая Поляна) | 392  | 452  | 425  | 394  | 329  | 383  | 290  | 192  | 179  |

## Экономика
Полеводство, скотоводство.

## Социальная инфраструктура
Начальная школа.